# Hugo Weaving
Hugo Wallace Weaving (født 4. april 1960) er en engelsk-australsk skuespiller. Han er mest kendt for sin rolle som Elrond i Ringenes Herre og Agent Smith i The Matrix
Efter mindre roller i forskellige film, blev Weaving for alvor kendt i rollen som Agent Smith i The Matrix i 1999. En rolle han spillede i alle tre film i trilogien. Siden blev han elver-lederen Elrond i Peter Jacksons Ringenes Herre-trilogi. I 2006 spillede han titelrollen som V i V for Vendetta, og var også med i Captain America: The First Avenger i 2011.

## Udvalgt filmografi
- Bangkok Hilton (1989)
- The Adventures of Priscilla, Queen of the Desert (1994)
- The Matrix (1999)
- Ringenes Herre - Eventyret om Ringen (2001)
- Ringenes Herre - De to Tårne (2002)
- Ringenes Herre - Kongen vender tilbage (2003)
- The Matrix Reloaded (2003)
- The Matrix Revolutions (2003)
- V for Vendetta (2006)
- Transformers (2007)
- Captain America: The First Avenger (2011)
- Hobbitten - en uventet rejse  (2013)
- Mortal Engines  (2018)